# Jeisyville
Jeisyville és una població dels Estats Units a l'estat d'Illinois. Segons el cens del 2000 tenia 128 habitants.

## Demografia
Segons el cens del 2000, Jeisyville tenia 128 habitants, 49 habitatges, i 36 famílies. La densitat de població era de 823,7 habitants/km².
Dels 49 habitatges en un 32,7% hi vivien nens de menys de 18 anys, en un 65,3% hi vivien parelles casades, en un 6,1% dones solteres, i en un 26,5% no eren unitats familiars. En el 20,4% dels habitatges hi vivien persones soles el 14,3% de les quals corresponia a persones de 65 anys o més que vivien soles. El nombre mitjà de persones vivint en cada habitatge era de 2,61 i el nombre mitjà de persones que vivien en cada família era de 3,11.
Per edats la població es repartia de la següent manera: un 21,1% tenia menys de 18 anys, un 8,6% entre 18 i 24, un 30,5% entre 25 i 44, un 27,3% de 45 a 60 i un 12,5% 65 anys o més.
L'edat mediana era de 33 anys. Per cada 100 dones de 18 o més anys hi havia 98 homes.
La renda mediana per habitatge era de 33.750 $ i la renda mediana per família de 37.083 $. Els homes tenien una renda mediana de 36.250 $ mentre que les dones 25.000 $. La renda per capita de la població era de 16.947 $. Cap de les famílies i el 4,4% de la població estaven per davall del llindar de pobresa.

## Poblacions més properes
El següent diagrama mostra les poblacions més properes.